# Devrient (Künstlerfamilie)
Devrient ([dəˈfri:nt] (Herkunft vom flämischen Wort Freund) oder [dəvriˈɛ̃:]) ist eine Künstlerfamilie und bestand aus folgenden Personen:

## Familienmitglieder
Philipp De Vrient (1738–1808) ⚭ 8. Juni 1767 mit Esther Charlotte de Missy († 1779), ⚭ 13. Januar 1782 mit Maria Val oder Anne Marie Wall (1754–1790)
- Tobias Philipp Devrient (1772–1836) ⚭ 2. Oktober 1796 mit Marie Charlotte Prittschow, verwitwete Fuchs, mit ihr hatte er 6 Kinder
  - Karl August Devrient (1797–1872), deutscher Theaterschauspieler, ⚭ Wilhelmine Schröder-Devrient (1804–1860), deutsche Opernsängerin[A 1], ⚭ Johanna Block
    - Friedrich Devrient (1827–1871), deutscher Schauspieler
    - Max Devrient (1857–1929), deutscher Schauspieler, ⚭ Babette Devrient-Reinhold (1863–1940), deutsch-österreichische Schauspielerin

  - Johann Carl Willhelm Devrient (1800–1871), Kupferstecher, Lithograf und Maler
    - Philipp August Hermann Ferdinand Devrient (1840–1884), Holzbildhauer

  - Eduard Devrient (1801–1877), deutscher Schauspieler und Theaterleiter ⚭ 1824 Therese Devrient, geb. Schlesinger (1803–1882), vier Söhne, eine Tochter
    - Otto Devrient (1838–1894), deutscher Schauspieler ⚭ Marie Devrient, geb. Roman
      - Hans Devrient (1868–1928), deutscher Germanist und Theaterwissenschaftler
      - Ernst Devrient (1873–1948), Thüringer Staatsarchivar und Genealoge

  - Gustav Emil Devrient (1803–1872), deutscher Schauspieler, ⚭ Dorothea Devrient (1804–1882), deutsche Theaterschauspielerin und Sängerin
    - Marie Devrient, deutsche Schauspielerin debütierte 1846 in Braunschweig ⚭ Marchand

  - Johanna Auguste Devrient (1805–1885) ⚭ mit dem Hofjuwelier Johann Edouard Wagner (1798–1873)
  - Leontine Mathilde Devrient (* 28. Juni 1809 in Berlin; † 25. Oktober 1884 in Leipzig) ⚭ Staegemann
    - Max Staegemann (1843–1905), Schauspieler, Kammersänger und Theaterintendant
    - Eugen Staegemann (1845–1899), deutscher Schauspieler
- Ludwig Devrient (1784–1832), deutscher Schauspieler, ⚭ 1807 mit Margarete Neefe (1787–1808), ⚭ 1809 bis 1819 mit Friederike Komitsch, geb. Schaffner († 1860), ⚭ 1825 mit Auguste Brandes
  - Emilie Devrient (1808 – 25. November 1857), deutsche Schauspielerin, ⚭ David Höffert
  - ein Sohn aus 2. Ehe

Nur indirekte Verwandtschaftsbeziehung mit dieser Künstlerfamilie hat:
- Paul Devrient (eigentlich Walter Stieber; 1890–1973), deutscher Operntenor sowie Stimm- und Rhetoriklehrer Adolf Hitlers 1932; Stiebers Urgroßmutter war die Berliner Hofschauspielerin Friederike Komitsch, geb. Schaffner, die in erster Ehe mit dem Schauspieler Ludwig Devrient (1784–1832) verheiratet war.